# Symphonie no 5 de Bruckner
Pour les articles homonymes, voir Symphonie no 5.
La Symphonie no 5 en si bémol majeur, WAB 105, est écrite dans une des périodes les plus sombres de l'existence d'Anton Bruckner. Il commence l'« Adagio » le 14 février 1875. La première rédaction de l'ensemble de la symphonie est achevée le 16 mai 1876. Cependant en 1877, il relit trois fois de suite le « Finale », reprend le premier mouvement et révise l'« Adagio ». Ce n'est que le 4 janvier 1878 que la cinquième symphonie est terminée et dédiée à l'un de ses protecteurs : le ministre de l'éducation, Karl Ritter von Stremayr, à qui il doit sa nomination à l'université.
Cette composition culmine d'audace combinatoire et apparaît, outre qu'elle est le premier grand sommet de son œuvre antérieure, comme une somme : Bruckner semble avoir transposé l'esprit de Bach dans la symphonie et l'a désigné lui-même comme son « chef-d'œuvre de contrepoint »,, à cause de la performance du Finale. La compréhension de cette symphonie ne nécessite aucune analyse minutieuse de sa forme. « Même le non-croyant comprendra qu'une telle œuvre n'aurait pu voir le jour sans cette foi chrétienne inébranlable qui fortifiait Bruckner dans les situations d’extrême désespoir. » Bruckner – qui n'a jamais pu entendre sa partition – surnommait cette symphonie sa « Fantastique ».

## Fiche technique
Composition : février 1875 – mai 1877 à Vienne (Autriche)
Dédicace : « à Karl Ritter von Stremayr », ministre de l'éducation et protecteur de Bruckner, à qui il devait sa nomination à l'université.
Première audition : 9 avril 1894 à Graz sous la direction de Franz Schalk. Bruckner, malade, n'y assista pas.
Durée d'exécution : 75-80 minutes
La symphonie est en quatre mouvements :
1. Adagio, Allegro moderato
2. Adagio : sehr langsam
3. Scherzo : molto vivace
4. Finale : adagio, allegro moderato

Effectif orchestral : 2 flûtes, 2 hautbois, 2 clarinettes, 2 bassons; 4 cors, 3 trompettes, 3 trombones, 1 tuba (ajouté en 1877), timbales, les cordes

## Versions et éditions
Contrairement à d'autres symphonies de Bruckner, la Cinquième n'a connu qu'une seule version interprétée par son élève, le chef d'orchestre Franz Schalk qui a remanié l'œuvre (1892-1894) en pratiquant d'énormes coupures et qui la présente pour la première fois à Graz et qui sert de base à l'édition Doblinger. En décembre 1895, une autre édition de la version Schalk est faite sous la direction du chef d'orchestre autrichien, Ferdinand Löwe à Budapest. Il faudra attendre 1935 pour obtenir la version authentique de la symphonie.
La version autographie est conservée à la Bibliothèque nationale de Vienne.

### Éditions
- Doblinger, avec les coupures de Franz Schalk, en 1896 (Vienne)
- Haas en 1935 (Vienne et Leipzig) – Réédition par Nowak en 1951 avec quelques changements mineurs
- Benjamin-Gunnar Cohrs pour la Anton Bruckner Urtext Gesamtausgabe en 2018

## Mouvements

### I. Adagio, allegro moderato
La partie principale du premier mouvement est un mouvement sonate avec une exposition, un développement et une réexposition. La tonalité de l'ensemble est symétrique
Après une introduction lente,
les pizzicati solennels des basses soutiennent un canon furtif. Soudain, on frémit au fortissimo unisono des fanfares de l'orchestre à peu près dans son ensemble. Quand le choral déploie toutes ses forces commence l’Allegro introduit par le trémolo des cordes : les violons bourdonnent ; clarinettes, altos et violoncelles hésitent puis lancent à l'unisson leur cri qui évolue vers un tutti ; c'est le premier thème :
Mais cette force recule devant le choral des cordes aux modulations suaves ; c'est le second thème :
Un troisième thème est donné à la flûte, à la clarinette et au hautbois expressivo. Une lutte intérieure s'instaure, et le choral aux instruments à vent décide de l'issue du combat. À la reprise, les différents thèmes sont représentés. Les pizzicati solennels aux basses entendus à l'introduction marquent le début de la partie finale de ce mouvement où les fanfares de l'introduction et le premier thème s'en donnent à cœur joie.

### II. Adagio: sehr langsam (ré mineur)
Le deuxième mouvement en forme de lied (A–B–A’–B’–A’’). Le premier groupe thématique offre aux bois à vent un chant simple, religieux et désolé, sous-tendu par un accompagnement aux cordes en pizzicato, qui est suivi par une descente en septièmes.
Le deuxième groupe thématique est une sorte de marche religieuse que les violons jouent largo assai sur la corde de sol. Lors de la dernière partie, la reprise du premier groupe thématique est interrompue à deux reprises par une « échelle céleste » – que le compositeur reprendra dans la coda de la version 1880 de la quatrième symphonie.

### III. Scherzo: molto vivace (ré mineur)
On peut l'appeler tout simplement bal champêtre ; le ton mineur invite à la méditation. Les cordes transforment rapidement le rythme de l'adagio en un rythme de danse.
Ce que les bois donnent à l'unisson et en antithèse présente une consonance peu engageante, malgré le crescendo qui tente de forcer l'atmosphère. Une valse lente (propre à l'Autriche), confiée aux premiers et seconds violons molto piu lent réussit à créer un meilleur climat. Puis, on écoute alternativement la danse rapide et cette valse ; la danse perd de plus en plus sa mélancolie pour devenir joyeuse et la valse lente s'évanouit.
Le trio (allegretto) se présente comme une agréable danse à roulades malgré les dissonances du cor. Il utilise un double thème :

### IV. Finale. adagio, allegro moderato
Le dernier mouvement est une combinaison grandiose d'une sonate fuguée avec la reprise de thèmes mélangés avec des motifs isolés de tous les mouvements. C'est le plus large finale (635 mesures) avec celui de la huitième (747 mesures),.
Le finale répète l'introduction lente. Des appels de clarinettes, brefs et inquiétants s'entendent au loin. Les instruments à vent engagent les premiers contacts, une courte citation du début de l'adagio y fait suite (second mouvement) ; dans les basses des cordes gronde l'attaque du premier thème construit comme une fugue. Les violons opposent un second thème d'où naît un épisode semblable à la Siegfried-Idyll de Richard Wagner. Brusquement, le premier thème  s'élance en un unisson puissant soutenu par les cordes puis est repoussé.
Un choral allegro assai misterioso, qui rappelle l'Amen de Dresde, ouvre le somptueux développement, une fantaisie fuguée dans laquelle le choral s'oppose au thème d'attaque. Après une courte reprise à la fin de laquelle réapparaît le thème initial du premier mouvement, une imposante coda reprend le choral avec en contrepoint le thème d'attaque et le thème initial.

## Discographie sélective

### Édition Doblinger (1896)
- Hans Knappertsbusch avec l'Orchestre philharmonique de Vienne, Universal Classics UCCD 9201, 1956
- Leon Botstein avec le Philharmonie de Londres, Telarc 80509, 1998
- Warren Cohen avec le Musica Nova Orchestra, Musica Nova CD, 2016
- Hun-joung Lim avec l'Orchestre Symphonique de Corée, Decca CD Set DD 41143, 2016

### Édition Haas (1935)
Parmi les nombreux enregistrements de cette édition, en voici une sélection :
- Wilhelm Furtwängler avec la Philharmonie de Berlin, DG CD 427 7732, 1942[10]
- Hermann Abendroth avec l'Orchestre symphonique de la radio de Leipzig, Berlin Classics CD 92802, 1949
- Volkmar Andreae avec l’Orchestre symphonique de Vienne, Music and Arts coffret 1227, 1953
- Bernard Haitink avec le l’Orchestre du Concertgebouw d’Amsterdam, Philips 442 040-2, 1971
- Herbert von Karajan avec la Philharmonie de Berlin, DG 415 985-2, 1976
- Günter Wand avec le Chicago Symphony Orchestra, Vibrato CD VLL-70, 1989
- Riccardo Chailly avec le l’Orchestre du Concertgebouw d’Amsterdam, Decca/London 433 819-2, 1991
- Sergiu Celibidache avec l'Orchestre philharmonique de Munich, EMI CDC 5 56691 2, 1993
- Christian Thielemann avec la Philharmonie de Munich, DG 477 537-7, 2004

Certains de ces chefs, comme Karajan, l'ont enregistrée plusieurs fois.

### Édition critique de Nowak (1951)
Parmi les nombreux enregistrements de cette édition, en voici une sélection :
- Gerhard Pflüger avec l'Orchestre philharmonique de Leipzig, Dante 417, 1952
- Eugen Jochum avec la l’Orchestre symphonique de la radio de Bavière, DG 429 079-2, 1958
- Carl Schuricht avec l'Orchestre philharmonique de Vienne, DG 435321-2, 1963
- Otto Klemperer avec l'Orchestre Philharmonia, EMI 63612, 1967
- Lovro von Matačić avec la Philharmonie tchèque, Denon COCO 70415, 1970
- Daniel Barenboim avec le Chicago symphony Orchestra, DG 429 025-2, 1977
- Georg Solti avec le Chicago symphony Orchestra, Decca 448 910-2, 1980
- Eliahu Inbal avec l(Orchestre symphonique de la radio de Francfort, Teldec 242426, 1987
- Claudio Abbado avec l'Orchestre philharmonique de Vienne, DG CD 445879-2, 1993
- Georg Tintner avec l’Orchestre royal d’Écosse, Naxos 8.553452, 1996
- Giuseppe Sinopoli avec la Staatskapelle de Dresde, DG 476 7097, 1999
- Nikolaus Harnoncourt avec la Philharmonie de Vienne, Antec Music CD AM 2633, 2005
- Philippe Herreweghe avec l’Orchestre des Champs-Élysées, Harmonia Mundi HMC 902011, 2008

Certains de ces chefs, parmi lesquels Eugen Jochum, ont réalisé plusieurs enregistrements de la symphonie.

### Concepts originaux (1875-1877)
En 1997 une première tentative de reconstruction des concepts originaux du Finale (Ed. Carragan) a été enregistrée par Shunsaku Tsutsumi.
En 2008, Takanobu Kawasaki a tenté de reconstituer les concepts originaux (1875–1877) à partir des manuscrits Mus.Hs.19.477 et Mus.Hs.3162 de la Bibliothèque Nationale d’Autriche. Ces concepts ont été enregistrés par Akira Naito. Selon John F. Berky, « c'est le meilleur enregistrement actuellement disponible des premières idées que Bruckner avait eues de cette gigantesque symphonie. »
Dans ces concepts originaux la symphonie est sans tuba et les instruments à cordes jouent un rôle plus important. Le tempo des introductions lentes des premier et quatrième mouvements et du deuxième mouvement est noté Alla breve, c’est-à-dire notablement plus rapide que dans la version de 1878.
- Shunsaku Tsutsumi avec le Shunyukai Symphony Orchestra, Shunyukai CD SYK-009, 1997
- Akira Naito avec le Tokyo New City Orchestra, Delta Classics DCCA-0060, 2008

## Sources
- Anton Bruckner, Sämtliche Werke, Kritische Gesamtausgabe – Band 5: V. Symphonie B-Dur (Originalfassung), Musikwissenschaftlicher Verlag der internationalen Bruckner-Gesellschaft, Robert Haas (Éditeur), Vienne, 1935
- Anton Bruckner: Sämtliche Werke: Band V: V. Symphonie B-Dur 1878, Musikwissenschaftlicher Verlag der Internationalen Bruckner-Gesellschaft, Leopold Nowak (Éditeur), Vienne, 1951
- Casper Höweler (trad. de l'allemand par Renée Harteel), Sommets de la Musique [« X-Y-Z der muziek »], Paris/Gand, Flammarion/Éditions Daphné, 1958 (réimpr. 1951, 1953, 1954, 1956), 6e éd. (1re éd. 1947), 470 p. (OCLC 460637886, BNF 33043678)
- Paul-Gilbert Langevin, Anton Bruckner, apogée de la symphonie, Lausanne, L'Âge d'Homme, 1977, 382 p. (ISBN 2-8251-0880-4, OCLC 4397312, BNF 34593661, lire en ligne) (Cf. chapitre III.7.)
- Roland de Candé, Les chefs-d'œuvre classiques de la musique, Paris, Seuil, 2000, 802 p. (ISBN 2-02-039863-X, OCLC 46473027, BNF 37105991)

- William Carragan, Anton Bruckner - Eleven Symphonies, Bruckner Society of America, Windsor, 2020 -  (ISBN 978-1-938911-59-0)